# 캐서린 덴트
캐서린 덴트(Catherine Dent, 1965년 4월 14일 ~ )는 미국의 배우이다.